# Peritheates harrisi
Peritheates harrisi är en tvåvingeart som först beskrevs av Campbell 1921.  Peritheates harrisi ingår i släktet Peritheates och familjen Blephariceridae. Inga underarter finns listade i Catalogue of Life.